# Tabant
Tabant (franska: Tabant (CR), Tabant (Commune Rurale), arabiska: أيت بوعلي) är en kommun i Marocko.   Den ligger i provinsen Azilal och regionen Béni Mellal-Khénifra, i den nordöstra delen av landet, 260 km söder om huvudstaden Rabat. Antalet invånare är 13 012.